# Vallée des roses (Maroc)
 (décembre 2010).
Si vous disposez d'ouvrages ou d'articles de référence ou si vous connaissez des sites web de qualité traitant du thème abordé ici, merci de compléter l'article en donnant les références utiles à sa vérifiabilité et en les liant à la section « Notes et références ».
Pour les articles homonymes, voir Vallée des roses.

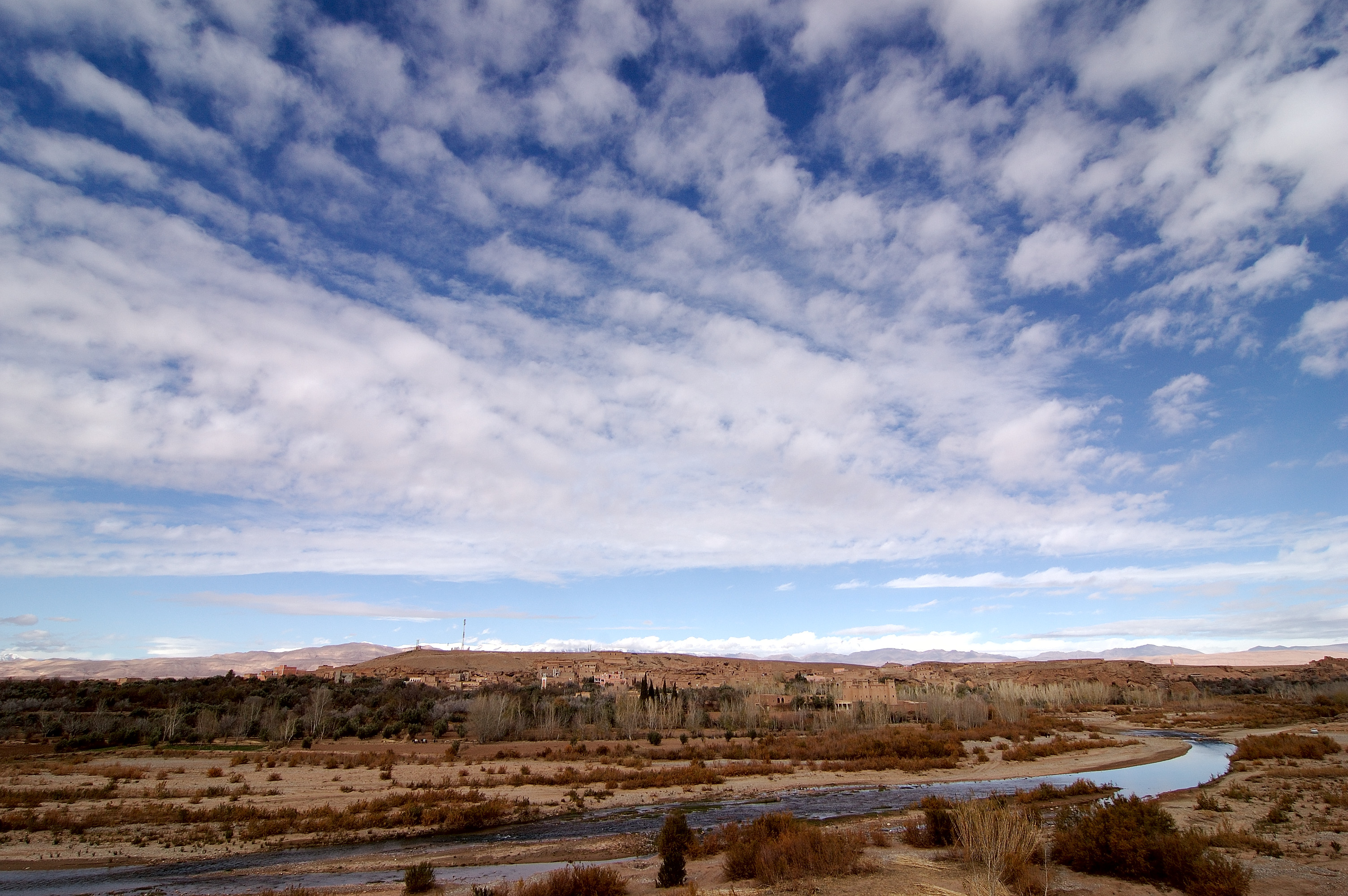
La Vallée des roses.

Vallée des roses est le surnom touristique de la vallée de l'Oued Dadès située dans le Sud-Est du Maroc, au pied du Haut-Atlas entre El Kelaa des M'Gouna et Boulmane du Dadès. Son entrée à Imassine est marquée par la présence d'un chaos de gros blocs rocheux arrondis dont certains semblent posés en équilibre sur le sol. C’est une longue suite de petits villages et de maisons traditionnelles en terre, dont la richesse se cache dans des jardins invisibles de la route.
Son économie est essentiellement basée sur l'agriculture (céréales, orge, maïs, pomme de terre).
Elle doit son nom à la présence de haies de rosiers employées pour éloigner les chèvres des champs cultivés. Les roses sont utilisées traditionnellement pour la production de l'eau de rose. Les rosiers, dont l’odeur se propage partout au mois de mai, quelques jours avant la récolte, donnent une tonalité particulière à cette vallée.
La rose de Damas, Rosa Damascena, qui résiste au froid et à la sécheresse, aurait été introduite par des pèlerins de retour de la Mecque au Xe siècle. Elle est cultivée pour la consommation locale, sous forme d’eau de rose, comme pour l’exportation et l’industrie du parfum, sous forme d'essence et de concrète de roses. Annuellement trois à quatre mille tonnes[réf. nécessaire] de roses sont récoltées, au cours d’une semaine qui se clôture par le très touristique moussem des Roses.
L'eau de roses est fabriquée sur place, mais les cosmétiques et les savons sont maintenant faits dans des usines, à Marrakech ou Casablanca. La distillation est réalisée dans deux usines dans la région, celle de Kelaâ, installée dans une ancienne kasbah.
Les roses sont aussi exportées pour l'industrie du parfum. Enfin, traditionnellement les familles de producteurs l'utilisent, pour le parfum, la cuisine, et des soins corporels.